# کارلوس مانوئل
کارلوس مانوئل (به پرتغالی: Carlos Manuel Correia dos Santos) (زاده ۱۵ ژانویهٔ ۱۹۵۸) بازیکن سابق و مربی فوتبال اهل پرتغال است.
وی سابقه بازی در تیم‌های مطرحی همچون بنفیکا، اسپورتینگ پرتغال و بوآویستا و مربی‌گری در تیم‌های اسپورتینگ پرتغال، براگا، تیم ملی فوتبال گینه بیسائو و صنعت نفت آبادان را دارد.
مانوئل سابقه ۴۲ بازی و ۸ گل ملی و حضور با تیم ملی فوتبال پرتغال در جام جهانی فوتبال ۱۹۸۶ را دارد.

## گل‌های ملی
| گل | تاریخ           | ورزشگاه                                       | حریف                | گل  | نتیجه | رقابت                               |
| -- | --------------- | --------------------------------------------- | ------------------- | --- | ----- | ----------------------------------- |
| ۱  | ۷ اکتبر ۱۹۸۰    | ورزشگاه استادیو دو رستلو, لیسبون, پرتغال      | ایالات متحده آمریکا | ۱–۰ | ۱–۱   | بازی دوستانه                        |
| ۲  | ۲۱ سپتامبر ۱۹۸۳ | ورزشگاه خوزه آلوالاده (۱۹۵۶), لیسبون, پرتغال  | فنلاند              | ۲–۰ | ۵–۰   | مرحله مقدماتی جام ملت‌های اروپا ۱۹۸۴ |
| ۳  | ۲۸ اکتبر ۱۹۸۳   | ورزشگاه المپیک وروتسواف, وروتسواف, لهستان     | لهستان              | ۰–۱ | ۰–۱   | مقدماتی جام ملت‌های اروپا ۱۹۸۴       |
| ۴  | ۱۴ اکتبر ۱۹۸۴   | ورزشگاه داس آنتاس, پورتو, پرتغال              | چکسلواکی            | ۲–۱ | ۲–۱   | مقدماتی جام جهانی فوتبال ۱۹۸۶       |
| ۵  | ۳۰ ژانویه ۱۹۸۵  | ورزشگاه خوزه آلوالاده (۱۹۵۶), لیسبون, پرتغال  | رومانی              | ۲–۰ | ۲–۳   | دوستانه                             |
| ۶  | ۱۰ فوریه ۱۹۸۵   | ورزشگاه ملی تا کالی, تا کالی, مالت            | مالت                | ۰–۱ | ۱–۳   | مقدماتی جام جهانی ۱۹۸۶              |
| ۷  | ۱۶ اکتبر ۱۹۸۵   | ورزشگاه مرسدس بنز آرنا, اشتوتگارت, آلمان غربی | آلمان غربی          | ۰–۱ | ۰–۱   | مقدماتی جام جهانی ۱۹۸۶              |
| ۸  | ۳۰ ژوئن ۱۹۸۶    | ورزشگاه تکنولوژیکو, مونتری, مکزیک             | انگلستان            | ۱–۰ | ۱–۰   | جام جهانی فوتبال ۱۹۸۶               |

## افتخارات

### تیم
بنفیکا
- لیگ برتر فوتبال پرتغال: ۱۹۸۰–۸۱، ۱۹۸۲–۸۳، ۱۹۸۳–۸۴، ۱۹۸۶–۸۷
- جام حذفی فوتبال پرتغال: ۱۹۷۹–۸۰، ۱۹۸۰–۸۱، ۱۹۸۲–۸۳، ۱۹۸۴–۸۵، ۱۹۸۵–۸۶، ۱۹۸۶–۸۷، ۱۹۹۱–۹۲
- سوپر جام فوتبال پرتغال: ۱۹۷۹، ۱۹۸۴
- لیگ اروپا: نایب قهرمان ۱۹۸۲–۸۳

### شخصی
- بازیکن سال فوتبال پرتغال: ۱۹۸۵